# Église Saint-Jean-Baptiste du Loroux-Bottereau
L'église Saint-Jean-Baptiste est une église située au Loroux-Bottereau, en France.

## Localisation
L'église est située sur la commune du Loroux-Bottereau, dans le département de la Loire-Atlantique.

## Historique
L'église Saint-Jean-Baptiste, troisième du nom, succède à deux édifices. Le premier, construit au XI ou XIIe siècle, agrandi au XVe siècle, fut incendié par les colonnes infernales en mars 1794. Elle fut reconstruite en 1817 et 1820, mais elle s'avère rapidement trop petite. L'édifice actuel est construit de 1858 à 1870 (durant le mandat d'Aymé-Simon Renoul, maire sous le Second Empire) dans le style néo-gothique par l'architecte Henry Faucheur. Son clocher, de 75 mètres de haut, cache 8 cloches d'airain de 11 tonnes. Elle abrite un ensemble de fresques (vers 1170-1180), découvertes dans la chapelle Saint-Laurent du XIe siècle (aujourd'hui disparue), le 21 juillet 1822, illustrant des scènes légendaires de la vie de l’ermite saint Gilles.
Les fresques sont classées au titre des monuments historiques en 1923.

## Description
Les fresques romanes déposées datent de la fin du XIIe siècle. Le panneau supérieur représente celle où saint Gilles est blessé, lors d’une chasse, par Flavius, roi des Goths ; le panneau inférieur décrit un autre épisode où, à genou, un souverain, coupable de relations incestueuses avec sa sœur, implore le saint homme de lui obtenir le pardon divin. Selon une tradition relatant la vie de saint Gilles, ce souverain est Charles Martel, mais le MAGNVS sur la fresque indique que celle-ci s’inspire d’une autre version légendaire, identifiant le souverain à Charlemagne, qui est pourtant né plusieurs années après la mort de l’ermite.

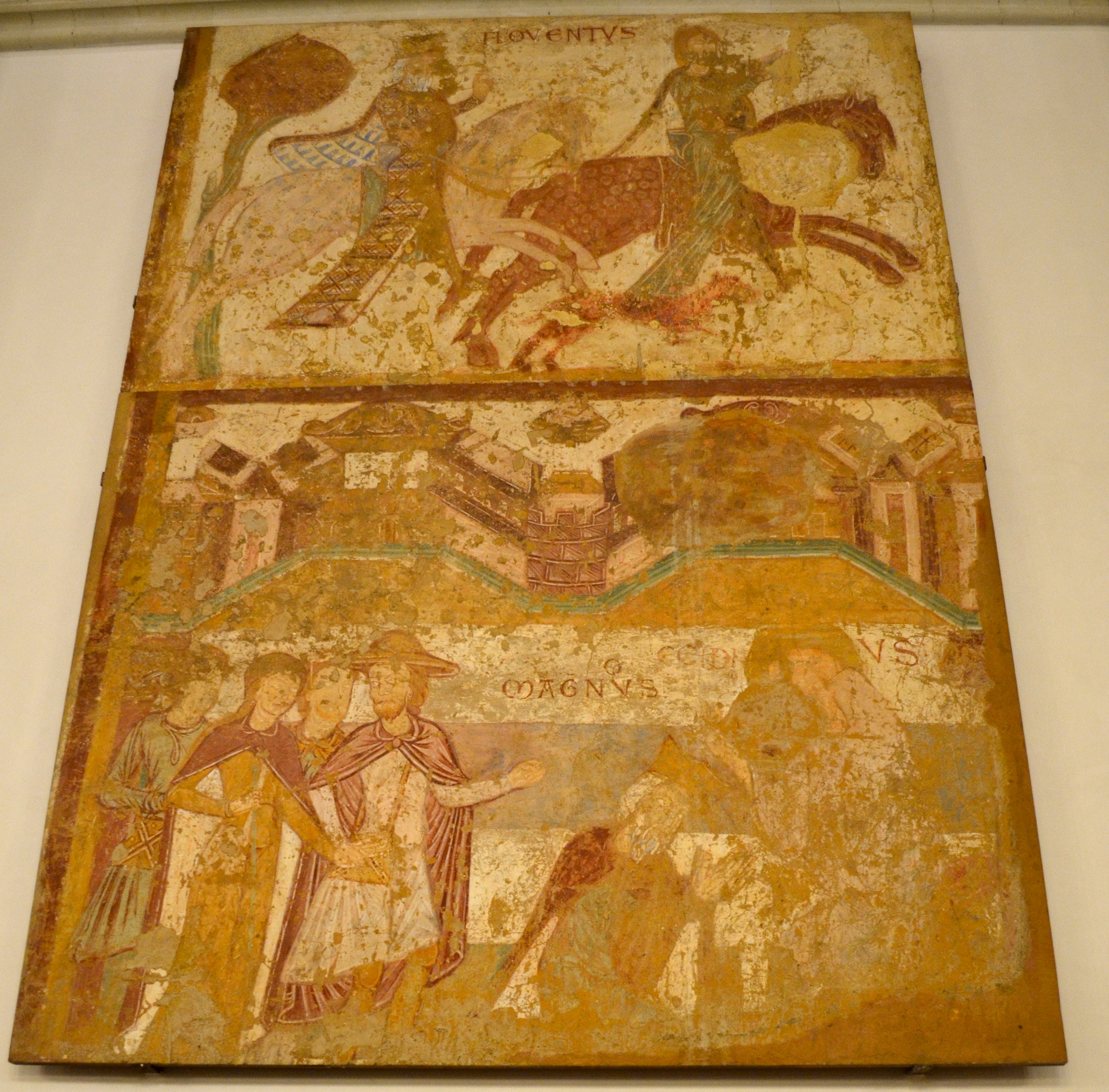
Fresques de saint Gilles.